# Paradoxa de la radiació de partícules carregades en un camp gravitatori
La paradoxa d'una càrrega en un camp gravitatori és una paradoxa física aparent en el context de la relativitat general. Una partícula carregada en repòs en un camp gravitatori, com ara la superfície de la Terra, ha de ser suportada per una força per evitar que caigui. Segons el principi d'equivalència, hauria de ser indistinguible d'una partícula en l'espai-temps pla que s'accelera per una força. Les equacions de Maxwell diuen que una càrrega accelerada hauria d'irradiar ones electromagnètiques, però aquesta radiació no s'observa per a partícules estacionàries en camps gravitatoris.
Un dels primers a estudiar aquest problema va ser Max Born en el seu article de 1909 sobre les conseqüències d'una càrrega en un marc uniformement accelerat. Wolfgang Pauli (1918), Max von Laue (1919), i altres van plantejar preocupacions anteriors i possibles solucions, però el treball més reconegut sobre el tema és la resolució de Thomas Fulton i Fritz Rohrlich el 1960.

## Rerefons
És un resultat estàndard de les equacions de Maxwell de l'electrodinàmica clàssica que irradia una càrrega accelerada. És a dir, produeix un camp elèctric que cau com {\displaystyle 1/r} a més del seu marc de descans {\displaystyle 1/r^{2}} Camp de Coulomb. Aquest camp elèctric de radiació té un camp magnètic acompanyant i tot el camp de radiació electromagnètica oscil·lant es propaga independentment de la càrrega accelerada, emportant impuls i energia. L'energia de la radiació la proporciona el treball que accelera la càrrega.
La teoria de la relativitat general es basa en el principi d'equivalència de la gravitació i la inèrcia. Aquest principi estableix que és impossible distingir mitjançant qualsevol mesura local si es troba en un camp gravitatori o si està accelerat. Un ascensor a l'espai profund, lluny de qualsevol planeta, podria imitar un camp gravitatori als seus ocupants si es pogués accelerar contínuament "cap amunt". Que l'acceleració sigui del moviment o de la gravetat no fa cap diferència en les lleis de la física. També es pot entendre en termes d'equivalència de l'anomenada massa gravitatòria i massa inercial. La massa de la llei de gravitació universal de Newton (massa gravitatòria) és la mateixa que la massa de la segona llei del moviment de Newton (massa inercial). S'anul·len quan s'equiparen, amb el resultat descobert per Galileo Galilei el 1638, que tots els cossos cauen a la mateixa velocitat en un camp gravitatori, independentment de la seva massa. Una famosa demostració d'aquest principi es va realitzar a la Lluna durant la missió Apol·lo 15, quan un martell i una ploma van caure al mateix temps i van colpejar la superfície al mateix temps.
Molt lligat a aquesta equivalència està el fet que la gravetat s'esvaeix en caiguda lliure. Per als objectes que cauen en un ascensor el cable del qual està tallat, totes les forces gravitatòries s'esvaeixen i les coses comencen a semblar l'absència de forces flotant lliurement que es veu als vídeos de l'Estació Espacial Internacional. És un eix de la relativitat general que tot ha de caure junts en caiguda lliure. Igual que amb l'acceleració enfront de la gravetat, cap experiment hauria de ser capaç de distingir els efectes de la caiguda lliure en un camp gravitatori i d'estar fora de l'espai profund lluny de qualsevol força.

## Declaració de la paradoxa
Unint aquests dos fets bàsics de la relativitat general i l'electrodinàmica, sembla que ens trobem amb una paradoxa. Perquè si deixem caure una partícula neutra i una partícula carregada juntes en un camp gravitatori, la partícula carregada hauria de començar a irradiar a mesura que s'accelera sota la gravetat, perdent així energia i alentint-se en relació amb la partícula neutra. Aleshores, un observador en caiguda lliure podria distingir la caiguda lliure de la veritable absència de forces, perquè una partícula carregada en un laboratori en caiguda lliure començaria a tirar-se cap amunt en relació amb les parts neutres del laboratori, tot i que no hi hagués camps elèctrics evidents.
De manera equivalent, podem pensar en una partícula carregada en repòs en un laboratori a la superfície de la Terra. Per estar en repòs, ha d'estar recolzat per quelcom que hi exerceixi una força ascendent. Aquest sistema equival a estar a l'espai exterior accelerat constantment cap amunt a 1 g, i sabem que una partícula carregada va accelerar cap amunt a 1 g irradiaria. Tanmateix, no veiem radiació de partícules carregades en repòs al laboratori. Sembla que podríem distingir entre un camp gravitatori i una acceleració, perquè una càrrega elèctrica aparentment només irradia quan s'accelera pel moviment, però no per la gravitació.

## Resolució de Rohrlich
La resolució d'aquesta paradoxa, com la paradoxa del bessó i la paradoxa de l'escala, arriba amb una cura adequada en distingir els marcs de referència. Aquesta secció segueix l'anàlisi de Fritz Rohrlich (1965), que mostra que una partícula carregada i una partícula neutra cauen igual de ràpid en un camp gravitatori. De la mateixa manera, una partícula carregada en repòs en un camp gravitatori no irradia en el seu marc de repòs, però ho fa en el marc d'un observador en caiguda lliure. :13–14El principi d'equivalència es conserva per a les partícules carregades.
La clau és adonar-se que les lleis de l'electrodinàmica, les equacions de Maxwell, es mantenen només dins d'un marc inercial, és a dir, en un marc en què totes les forces actuen localment, i no hi ha acceleració neta quan les forces locals netes són zero. El marc podria estar en caiguda lliure per gravetat o lluny en l'espai lluny de qualsevol força. La superfície de la Terra no és un marc inercial, ja que s'accelera constantment. Sabem que la superfície de la Terra no és un marc inercial perquè un objecte en repòs pot no romandre en repòs: els objectes en repòs cauen a terra quan s'alliberen. La gravetat és una "força" fictícia no local dins del marc de la superfície de la Terra, igual que la "força" centrífuga. Per tant, no podem formular ingènuament expectatives basades en les equacions de Maxwell en aquest marc. És notable que ara entenem que les equacions relativistes especials de Maxwell no es mantenen, en sentit estricte, a la superfície de la Terra, tot i que es van descobrir en experiments elèctrics i magnètics realitzats en laboratoris a la superfície de la Terra. (Això és semblant a com el concepte de mecànica en un marc inercial no és aplicable a la superfície de la Terra, fins i tot sense tenir en compte la gravetat a causa de la seva rotació; per exemple, el pèndol de Foucault, però es van trobar originalment considerant experiments i intuïcions terrestres). Per tant, en aquest cas, no podem aplicar les equacions de Maxwell a la descripció d'una càrrega en caiguda relativa a un observador no inercial "suportat".
Les equacions de Maxwell es poden aplicar amb relació a un observador en caiguda lliure, perquè la caiguda lliure és un marc inercial. Per tant, el punt de partida de les consideracions és treballar en el marc de caiguda lliure en un camp gravitatori: un observador "caiguda". En el marc de caiguda lliure, les equacions de Maxwell tenen la seva forma habitual d'espai-temps pla per a l'observador que cau. En aquest marc, els camps elèctrics i magnètics de la càrrega són senzills: el camp elèctric que cau és només el camp de Coulomb d'una càrrega en repòs i el camp magnètic és zero. A banda, tingueu en compte que estem construint el principi d'equivalència des del principi, inclosa la suposició que una partícula carregada cau amb la mateixa rapidesa que una partícula neutra.
Els camps mesurats per un observador recolzat a la superfície de la Terra són diferents. Tenint en compte els camps elèctrics i magnètics en el marc caient, hem de transformar aquests camps en el marc de l'observador suportat. Aquesta manipulació no és una transformació de Lorentz, perquè els dos fotogrames tenen una acceleració relativa. En canvi, cal utilitzar la maquinària de la relativitat general.
En aquest cas, el camp gravitatori és fictici perquè es pot "transformar" mitjançant l'elecció adequada del sistema de coordenades en el marc de caiguda. A diferència del camp gravitatori total de la Terra, aquí estem assumint que l'espai-temps és localment pla, de manera que el tensor de curvatura s'esvaeix. De manera equivalent, les línies d'acceleració gravitatòria són paral·leles a tot arreu, sense convergències mesurables al laboratori. Llavors es pot escriure l'element estàtic, d'espai pla, cilíndric i de línia més general:
{\displaystyle c^{2}d\tau ^{2}=u^{2}(z)c^{2}dt^{2}-\left({\frac {c^{2}}{g}}{\frac {du}{dz}}\right)^{2}dz^{2}-dx^{2}-dy^{2},}
on {\displaystyle c} és la velocitat de la llum, {\displaystyle \tau } és el moment adequat, {\displaystyle x,y,z,t} són les coordenades habituals de l'espai i el temps, {\displaystyle g} és l'acceleració del camp gravitatori, i {\displaystyle u(z)} és una funció arbitrària de la coordenada però s'ha d'aproximar al valor newtonià observat de {\displaystyle 1+gz/c^{2}}. Aquesta fórmula és la mètrica del camp gravitatori mesurat per l'observador suportat.
Mentrestant, la mètrica en el marc de l'observador que cau és simplement la mètrica de Minkowski:
{\displaystyle c^{2}d\tau ^{2}=c^{2}dt'^{2}-dz'^{2}-dx'^{2}-dy'^{2}.}
A partir d'aquestes dues mètriques, Rohrlich construeix la transformació de coordenades entre elles:
{\displaystyle {\begin{aligned}x'&=x,\\y'&=y,\\{\frac {g}{c^{2}}}(z'-z_{0}')&=u(z)\cosh \left({\frac {g}{c}}(t-t_{0})\right)-1,\\{\frac {g}{c}}(t'-t_{0}')&=u(z)\sinh \left({\frac {g}{c}}(t-t_{0})\right).\end{aligned}}}
Quan aquesta transformació de coordenades s'aplica als camps elèctric i magnètic de la càrrega en el marc de repòs, es troba que està radiant. Rohrlich subratlla que aquesta càrrega roman en repòs en el seu marc de caiguda lliure, tal com ho faria una partícula neutra. A més, la taxa de radiació per a aquesta situació és invariant de Lorentz, però no és invariant sota la transformació de coordenades anterior perquè no és una transformació de Lorentz.
Per veure si la càrrega suportada ha d'irradiar, tornem a començar en el marc de caiguda.
Tal com s'observa des del marc de caiguda lliure, la càrrega suportada sembla que s'accelera uniformement cap amunt. El cas d'acceleració constant d'una càrrega és tractat per Rohrlich. Troba una càrrega {\displaystyle e} accelerada uniformement a una velocitat {\displaystyle g} té una taxa de radiació donada per l'invariant de Lorentz:
{\displaystyle R={\frac {2}{3}}{\frac {e^{2}}{c^{3}}}g^{2}.}
Els camps elèctrics i magnètics corresponents d'una càrrega accelerada també es donen a Rohrlich. Per trobar els camps de la càrrega en el marc de suport, els camps de la càrrega uniformement accelerada es transformen segons la transformació de coordenades donada anteriorment. Quan això es fa, no es troba cap radiació al marc de suport d'una càrrega suportada, perquè el camp magnètic és zero en aquest marc. Rohrlich observa que el camp gravitatori distorsiona lleugerament el camp de Coulomb de la càrrega suportada, però no prou per ser observable. Així, tot i que la llei de Coulomb es va descobrir en un marc de suport, la relativitat general ens diu que el camp d'aquesta càrrega no és precisament {\displaystyle 1/r^{2}}.